# Скотленд-Нек (Північна Кароліна)
Скотленд-Нек (англ. Scotland Neck) — місто (англ. town) в США, в окрузі Галіфакс штату Північна Кароліна. Населення — 1640 осіб (2020).

## Географія
Скотленд-Нек розташований за координатами 36°7′51″ пн. ш. 77°25′17″ зх. д. / 36.13083° пн. ш. 77.42139° зх. д. (36.130799, -77.421384).  За даними Бюро перепису населення США в 2010 році місто мало площу 3,08 км², уся площа — суходіл.

## Демографія
Згідно з переписом 2010 року, у місті мешкало 2059 осіб у 901 домогосподарстві у складі 502 родин. Густота населення становила 669 осіб/км².  Було 1085 помешкань (353/км²).
Расовий склад населення:
| - 68,3 % — чорних або афроамериканців - 30,8 % — білих - 0,1 % — азіатів |

До двох чи більше рас належало 0,2 %. Частка іспаномовних становила 1,6 % від усіх жителів.
За віковим діапазоном населення розподілялося таким чином: 20,0 % — особи молодші 18 років, 56,7 % — особи у віці 18—64 років, 23,3 % — особи у віці 65 років та старші. Медіана віку мешканця становила 47,3 року. На 100 осіб жіночої статі у місті припадало 85,7 чоловіків;  на 100 жінок у віці від 18 років та старших — 78,7 чоловіків також старших 18 років.
Середній дохід на одне домашнє господарство  становив 34 297 доларів США (медіана — 17 019), а середній дохід на одну сім'ю — 50 268 доларів (медіана — 26 719). За межею бідності перебувало 48,8 % осіб, у тому числі 71,6 % дітей у віці до 18 років та 27,6 % осіб у віці 65 років та старших.
Цивільне працевлаштоване населення становило 549 осіб. Основні галузі зайнятості: виробництво — 35,2 %, освіта, охорона здоров'я та соціальна допомога — 22,6 %, мистецтво, розваги та відпочинок — 16,2 %.